# Bod G
Bod G, celým názvem Gräfenbergův bod, je zformované množství nervové tkáně a velmi citlivá oblast ženské vaginy. Nachází se na přední stěně vaginy mezi stydkou kostí a dělohou. U některých žen může stimulace tohoto bodu přivodit orgasmus a v některých případech i ženskou ejakulaci.

## Umístění
Velikost a umístění bodu G se u každé ženy liší. Obvykle se nachází přímo za stydkou kostí, ve druhé třetině pochvy, přibližně 3–5 cm od poševního vchodu.[zdroj⁠?!] Jeho lokalizace je někdy obtížná, a proto některé ženy nevěří, že jej vůbec mají.[zdroj⁠?!]

## Historie
Přestože přímé důkazy chybějí, předpokládá se, že starověké kultury tento bod znaly. Záznamy ze 4. století před n. l. se zmiňují o rozdílech ženské „červené a bílé tekutiny”. Také Indiáni se ve svých lidových bájích zmiňují o tom, jak se při pohlavním styku „mísí mužské a ženské šťávy“.
První zmínka o tomto bodu se objevila v Evropě v roce 1950 v časopise International Journal of Sexology, když německý gynekolog Dr. Ernst Gräfenberg (1881–1957) popisoval velmi citlivou nervovou pleteň ve vaginální sliznici. V tomto místě je pochva ženy nejdráždivější. Za anatomický podklad tohoto bodu označil Gräfenberg nervovou pleteň ve vaginální sliznici. Ve svých tvrzeních vycházel z údajů pacientek, aniž by je doložil objektivními důkazy. Článek nevzbudil u odborné veřejnosti větší pozornost.
V roce 1978 provedli výzkumníci Perry a Whippleová studii, ve které potvrdili závěry Dr. Gräfenberga. Ti také na počest původního objevitele nazvali tuto oblast termínem bod G. Samotný termín „bod G“ byl poprvé použit v roce 1982 v knize A. Kahn-Ladasové a spoluautorů The G-Spot and Other Discoveries about Human Sexuality.
Na otázku, proč byl bod G tak dlouho přehlížen, odpověděla Beverly Whippleová: „Protože leží na přední straně vaginy. Je to oblast, která se obyčejně palpací (dotykem) nevyšetřuje. Když už se jí lékař dotkne, přivodí ženě sexuální reakci a lékaři jsou vycvičeni, aby své pacienty sexuálně nestimulovali. Gynekologové, kteří se dotýkali této oblasti podle našich rad, všichni našli ono citlivé místo a říkali 'U všech všudy, je tam. Máte pravdu!'“[zdroj?]

## Augmentace G Bodu
Novinkou je možnost zvětšení (augmentace) G-bodu. Jde o nebolestivý ambulantní zákrok prováděný na pracovištích plastické chirurgie. Provádí se v místním umrtvení, je časově nenáročný a rekonvalescence je velmi rychlá – za 4 hodiny po ošetření se žena může zařadit do normálního sexuálního života.

## Druhy ženského orgasmu
Ženy mohou dosáhnout orgasmu několika způsoby. Klitoridálním drážděním klitorisu, vaginální masturbací, stimulací bodu G a děložního hrdla.

## Ženská ejakulace
Gräfenberg byl první moderní lékař, který popsal tuto oblast a uváděl její důležitost pro ženské sexuální uspokojení. Tvrdí, že pokud je tento bod během sexuálního aktu bezprostředně drážděn (například prsty během masturbace, penisem nebo jiným předmětem zasunutým do vaginy), dosáhne mnoho žen orgasmu. Orgasmus může být provázen výronem tekutiny (ejakulace) vzdáleně připomínající sperma z močové trubice – někdy je tento výron označován jako ženská ejakulace. Tato tekutina není moč.[zdroj?] Jedná se pravděpodobně o výměšek žlázy, která je u ženy obdobná mužské žláze předstojné (prostata).